# Venta de Guadalupe
Venta de Guadalupe är en ort i Mexiko.   Den ligger i kommunen Omitlán de Juárez och delstaten Hidalgo, i den sydöstra delen av landet, 100 km nordost om huvudstaden Mexico City. Venta de Guadalupe ligger 2 302 meter över havet och antalet invånare är 833.
Terrängen runt Venta de Guadalupe är huvudsakligen kuperad, men västerut är den bergig. Runt Venta de Guadalupe är det ganska tätbefolkat, med 93 invånare per kvadratkilometer. Närmaste större samhälle är Pachuca de Soto, 14,7 km sydväst om Venta de Guadalupe. I omgivningarna runt Venta de Guadalupe växer i huvudsak blandskog.